# ワンダ・ガアグ
ワンダ・ヘイゼル・ガアグ（英語: Wanda Hazel Gág、1893年3月11日 - 1946年6月27日）は、アメリカ合衆国の芸術家、作家、翻訳家、イラストレーター。代表作である『100まんびきのねこ』は、ニューベリー賞、ルイス・キャロル・シェルフ賞を受賞し、今も出版され続けているアメリカで最も古い絵本である。他に『ABC Bunny』でニューベリー賞、『しらゆきひめと七人の小人たち』『なんにもないない』でコールデコット賞を受賞した。
1940年に自身の日記（1908年から1917年まで）を抜粋、編集した『Growing Pains』を出版し、それも高い評価を受けた。

## 前半生
1893年3月11日にミネソタ州ニューアルムで生まれた。父親は画家、写真家だったアントン・ガアグ。7人きょうだいの一番上で、絵を描いたり、歌ったり、物語や詩を書きながら育ち、10代の頃に描いたイラスト主体の物語である「Robby Bobby in Mother Goose Land」がミネアポリス・ジャーナルの子供新聞増刊号に掲載された。15歳の時に父親が死去、ワンダに最後に遺した言葉は「Was der Papa nicht thun konnt’, muss die Wanda halt fertig machen.（→パパは何もできなかったから、ワンダは最後までやり遂げてくれ。）」だった。父親の死後、一家は戦争に巻き込まれ、働かざるを得なくなったとされる。しかしこれらの困難にも負けず学校に通い続け1912年6月に卒業、同年11月から1913年6月までスプリングフィールドにある国立学校で教鞭を取っていた。

## 芸術学校
1913年、ガアグは芸術、政治、哲学に関する新しい考えを自身に授けたことで強い影響を与えることになる、ミネソタ大学ツインシティー校の医学生であるエドガー・T・ハーマンとである。1913年から1914年まで友人の援助や奨学金でセントポール芸術学校に、1914年から1917年までハーシェル・V・ジョーンズの支援でミネアポリス芸術学校にも通った。この時ハリー・ゴットリーブだけでなく後に恋人となるアドルフ・デーンと出会った。1917年、アート・スチューデンツ・リーグ・オブ・ニューヨークの奨学生に選ばれ、さらに初めての書籍製作の仕事としてジーン・シャーウッド・ランキンが書いた「A Child’s Book of Folk-Lore— Mechanics of Written English」のイラストを担当した。その後グリニッジ・ヴィレッジに移住し、アート・スチューデンツ・リーグでは合成、エッチング、広告イラストを勉強した。

## ニューヨーク

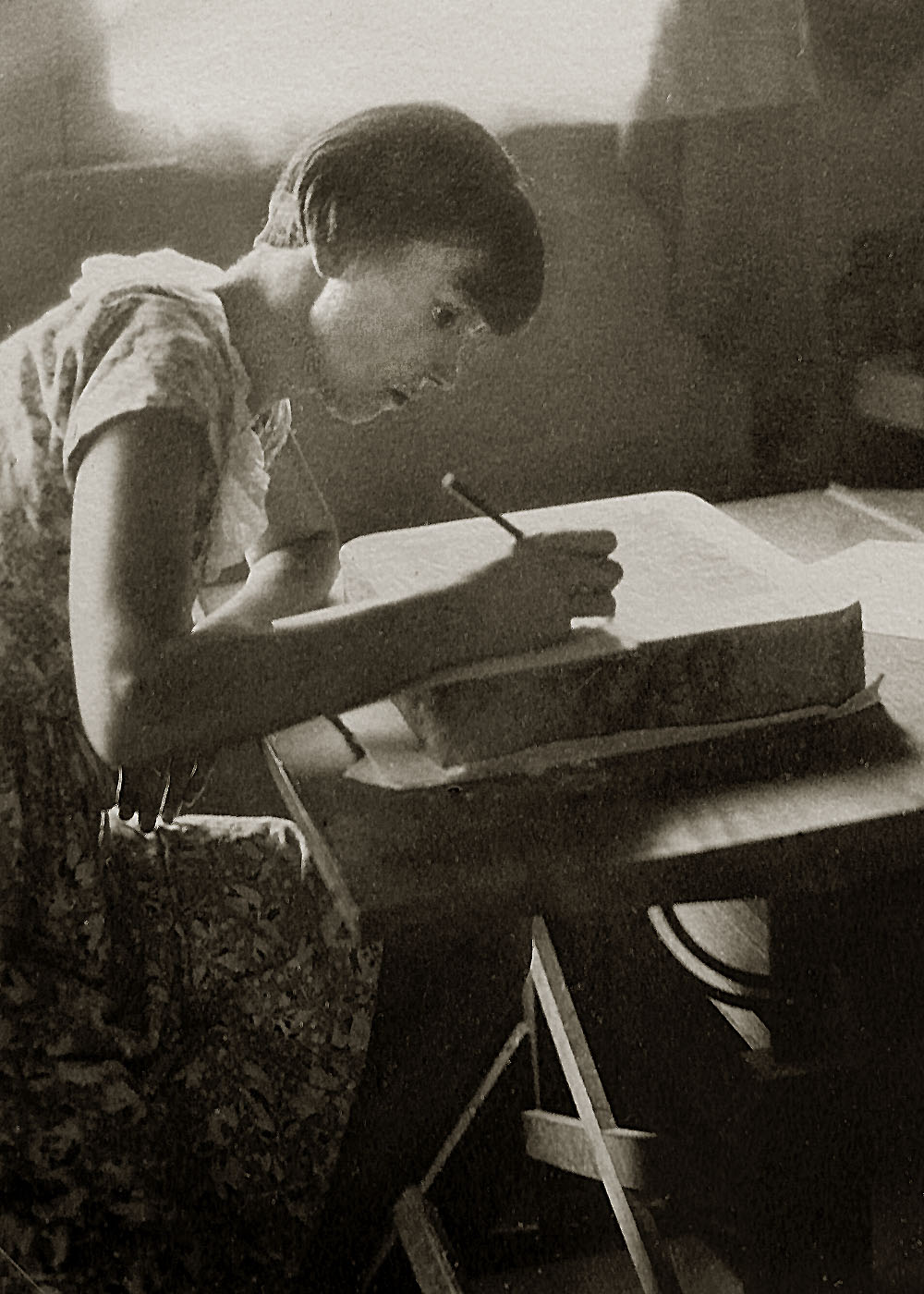
石版の準備作業（1932年）

1919年、広告イラストで生活費をまかなっていたが、この時期から適切な発音（ラストネームの韻は「wag」ではなく「bog」）ができるように自身のラストネームにアクセント記号を付け加えている。1921年、箱の側面にストーリーパネルを装飾する「ハッピーワークボックス」(Happiwork Story Boxes)というビジネスベンチャーに参加した。1921年、Broom: An International Magazine of the Artsに自身の絵が掲載され、1923年に初めての個展をニューヨーク公共図書館で開催し、芸術家のウィリアム・グロッパーと共に「Folio」という雑誌を一号だけながら発行した。1925年、子供向けのイラストクロスワードパズルを複数の新聞で連載した。
1926年、ウェイヘ・ギャラリー(Weyhe Gallery)で個展が開催されると「アメリカ合衆国における最も有望な若手グラフィックアーティストの1人」と認められるまでになり、生涯の関係を持つマネージャーのカール・ジグロッサー(Carl Zigrosser)との二人三脚が始まった。この時からギャラリーで数多くのリソグラフ、リノリウム版画、水彩画といった絵画作品の販売を始めた。
1927年、ネイション誌の「These Modern Women: A Hotbed of Feminists（→現代的な女性たち：フェミニストの温床）」というガアグに関する記事で、男性関係について書くためにアルフレッド・スティーグリッツやエグモント・アレンスを取り上げ、「The way you solved that problem seems to me to be the most illuminating part of your career. You have done what all the other ‘modern women’ are still talking about.（→問題を解決する方法は生涯で最も輝いている部分にあると思う。全ての他の「現代的な女性」が未だに何を話しているのかも分かっている。）」と書いている。また、左派雑誌であるザ・ニュー・マッシズやザ・リベレーターの表紙イラストも描いている。1927年、イラスト主体の物語である「Bunny's Easter Egg」が児童雑誌のジョン・マーティンズ・ブックに掲載された。
1929年、ニューヨーク市のダウンタウン・ギャラリーで行われたガアグのレビュアー（ペギー・ベーコンも参加）によるジョイントショーにて「Wanda Gag’s imagination leaps out from dusky shadows and terrifies with light, an emotional source difficult to analyze…（→ワンダ・ガアグのイマジネーションはくすんだ影から飛び出し、光で恐れさせるが、探るのが難しい情熱の源…）」と評された。やがて自身の作品は国際的な名声を得るようになり、アメリカ合衆国グラフィックアート協会のフィフティ・プリンツ・オブ・ザ・イヤー(Fifty Prints of the Year)を1928年、1929年、1931年、1932年、1936年、1937年、1938年に受賞している。1939年にニューヨーク近代美術館で開催された「アート・イン・アワー・タイム」(Art in Our Time)やニューヨーク万国博覧会の「アメリカン・アート・トゥデイ」展覧会などガアグの作品はニューヨークで展示され続けている。

## 児童図書
コワード・マッキャンの児童図書部門で責任者であるアーニスティン・エヴァンスはガアグの作品に興味を抱いていた。日々発行される児童図書に不満を示し、より現実的であまり理想化されていない本を製作するために新たな作家や芸術家を探していた。そして、ガアグに古い作品の改訂版のイラストを依頼したが、ガアグは「I am simply not interested in illustration as such... It has to be a story that takes hold of me way down deep（→絵を描くだけの仕事には興味がなく、深く掘り下げた物語を自身で書きたい。）」と断った。そこでエヴァンスはガアグが文筆と挿絵を手がけた本を出すことを容認し1928年に「100まんびきのねこ」を出版、絵本で権威のある賞であるニューベリー賞を受賞することになる。
1935年、原始的なフェミニズムに基づく「すんだことは すんだこと」(Gone is Gone; or, the Story of a Man Who Wanted to Do Housework)を出版した。この時の一部の教育者はお伽話を嫌い、より現実的な内容の児童文学を好んでいたが、ガアグは「I know I should feel bitterly cheated if, as a child, I had been deprived of all fairy lore...（→私がもし子供として妖精のお話が全て奪われたら激しく騙されたと感じることを知っている。）」と反論している。これらのお話を活用するようになり、1936年に「ヘンゼルとグレーテル」(Tales from Grimm)を出版、2年後にディズニー映画版の「つまらなさ、不毛さ、感傷的さ」に対抗する形で「しらゆきひめと七人の小人たち」(Snow White and the Seven Dwarfs)を翻訳し挿絵を描いた。
『ホーン・ブック・マガジン』の1939年3月号にはエッセイである「I Like Fairy Tales」が掲載、1942年には「Nothing at All」がコールデコット賞を受賞した。死後の1947年、マーゴット・タイムズがガアグによって翻訳された4つのお伽話と話ごとに新たな挿絵を掲載した「More Tales from Grimm」が出版された。

## 家族と生活
1920年初めはニューイングランド、ニューヨーク、コネチカット州といった複数の場所で夏を過ごし絵を描いていた。1925年から1930年までニュージャージー州グレンガードナーに3エーカーの農地（タンブル・ティンバーズ）を借りていて、1931年に同州のミルフォードでもより広大な農地（オール・クリエイション）を買収している。結婚していないきょうだいへの援助も続けていて、一部を除いて常に同居していた。きょうだいの1人であるハワードはワンダの著作のほとんどでレタリングしていて、姉妹のフラビア・ガアグにも子供向け絵本を書くように薦めていた。1943年8月27日に長年の恋人でビジネスマネージャーのアーリー・ハンフリーと結婚したが、肺がんを患い、1946年6月27日にニューヨーク市で死去した。

## 遺されたもの

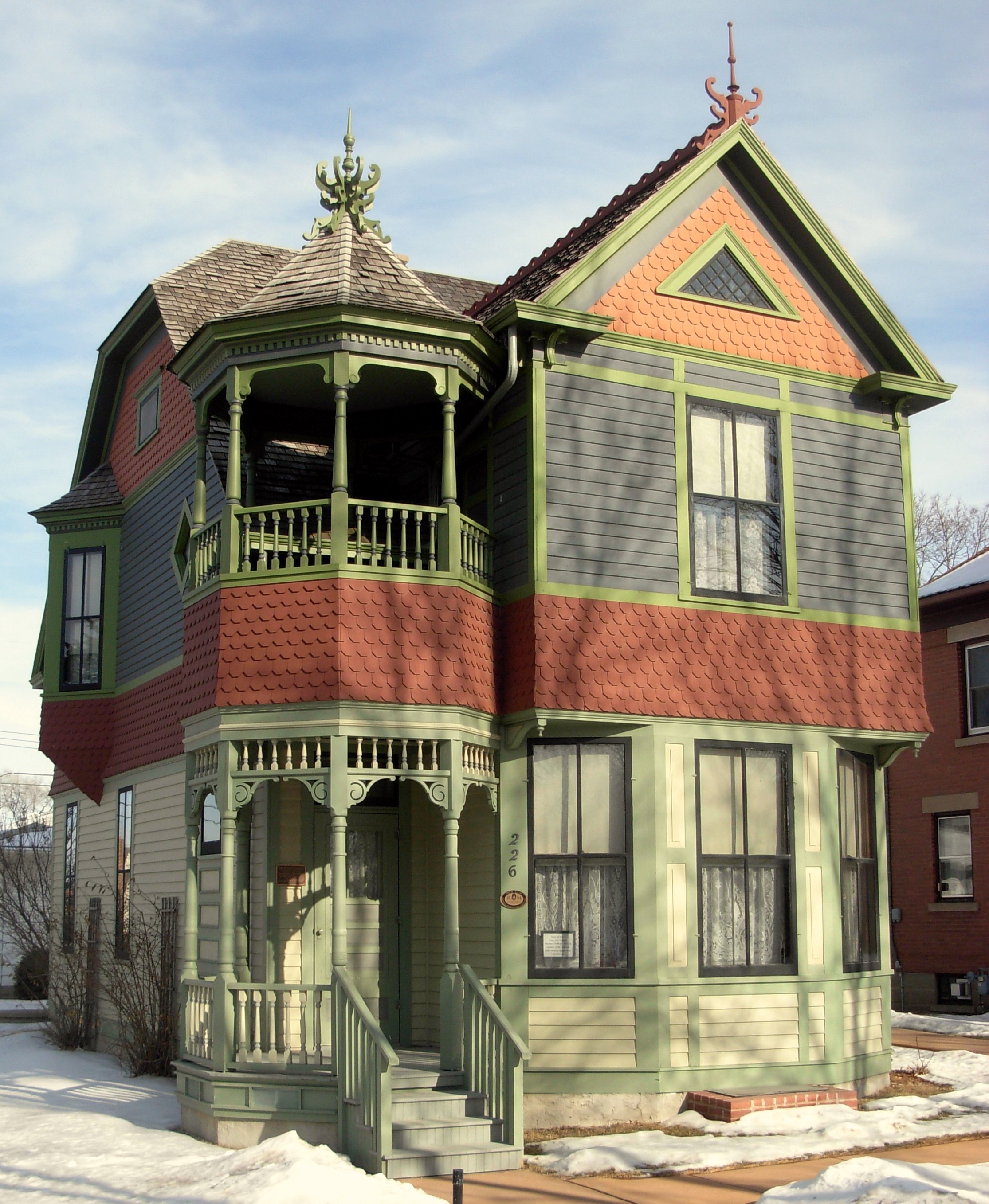
ミネソタ州ニューアルムにあるガアグの生家は博物館になっている。

1947年にザ・ホーンブック・マガジンに追悼特集が掲載された。ガアグの原稿はミネソタ大学ツインシティー校のケーラン・コレクション、ニューヨーク公共図書館、ペンシルベニア大学、フィラデルフィア自由図書館、ミネアポリス美術館に所蔵されている。ミネソタ州ニューアルムにある生家は後に修復され「ワンダ・ガアグ・ハウス」という博物館、観光や教育プログラムの案内センターになった。
死後、1958年にルイス・キャロル・シェルフ賞を、1977年にケーラン賞を受賞した。ミネソタ大学ツインシティー校とムーアヘッドは毎年ワンダ・ガアグ・アラウド・ブック賞を主催している。ガアグの版画や絵画作品はナショナル・ギャラリー、大英博物館、ミネアポリス・インスティテュート・オブ・アーツだけでなく世界中の数ある博物館に所蔵されている。
ワンダ・ガアグの影響を受けた芸術家にはエリック・ローマン、ウルシュラ・ドボサルスキー、スーザン・マリー・スワンソン、ジャン・ブレット、モーリス・センダック、レイ・ジョンソンがいる。
1928年に刊行した最初の絵本、「100まんびきのねこ」は高い評価を受け、絵本作家として初めて市民権を得たともいわれる。この作品は世界各国で翻訳され、日本では1961年に紹介された。
晩年の「なんにも ないない」（Nothing At All）を除くと挿絵はモノクロの作品がほとんどだったが、木版、エッチング、リトグラフなど版画の技法を習得しており、印刷インキの色合いに繊細な感覚があったと評される。以後のイラストレーターが「ガアグの黒」を印刷業者に指定することもあったという。

## 著書

### 文とイラスト
- Batiking at Home: a Handbook for Beginners, Coward McCann, 1926
- Millions of Cats, Coward McCann, 1928[58]
  - 『100まんびきのねこ』 いしいももこ訳（福音館書店 1961年 ISBN 978-4834000023）
- The Funny Thing, Coward McCann, 1929
  - 『へんなどうつぶ』 わたなべしげお訳（岩波書店 1992年 ISBN 978-4001151510）
  - 『へんなどうつぶ』 わたなべしげお訳（瑞雲舎 2010年 ISBN 978-4916016898）
- Snippy and Snappy, Coward McCann, 1931
  - 『すにっぴいとすなっぴい』 わたなべしげお訳（岩波書店 1979年） ISBN 978-4001151565
  - 『スニッピーとスナッピー』 さくまゆみこ訳（あすなろ書房 1999年） ISBN 978-4751519745
- Wanda Gág’s Storybook (includes Millions of Cats, The Funny Thing, Snippy and Snappy), Coward McCann, 1932
- The ABC Bunny, Coward McCann, 1933
- Gone is Gone; or, the Story of a Man Who Wanted to Do Housework, Coward McCann, 1935[59][注釈 2]
  - 『すんだことは すんだこと』 佐々木マキ訳（福音館書店 1991年 ISBN 978-4834005066）
- Nothing At All, Coward McCann, 1941
  - 『なんにも ないない』 むらなかりえ訳（ブック・グローブ社 1994年 ISBN 978-4938624125）

### 日記
- Growing Pains: Diaries and Drawings for the Years 1908-1917, Coward McCann, 1940
  - 『ワンダ・ガアグ 若き日の痛みと輝き 「100まんびきのねこ」の作者が残した日記』 ワンダ・ガアグ著 / 阿部公子訳（こぐま社 1997年 ISBN 978-4772190299）

### 翻訳およびイラスト
- Tales from Grimm, Coward McCann, 1936[60]
  - 『ヘンゼルとグレーテル』 佐々木マキ訳（福音館書店 1993年 ISBN 978-4834011708）
- Snow White and the Seven Dwarfs, Coward McCann, 1938[61]
  - 『しらゆきひめと七人の小人たち』 うちだりさこ訳（福音館書店 1991年 ISBN 978-4834004915）
- Three Gay Tales from Grimm, Coward McCann, 1943
- More Tales from Grimm, Coward McCann, 1947

### イラスト
- A Child’s Book of Folk-Lore— Mechanics of Written English, by Jean Sherwood Rankin, Augsburg, 1917
- The Oak by the Waters of Rowan, by Spencer Kellogg Jr, Aries Press, New York, 1927
- The Day of Doom, by Michael Wigglesworth（英語版）, Spiral Press, 1929

### 翻訳
- The Six Swans, illustrations by Margot Tomes, Coward, Mccann & Geoghegan, 1974
- Wanda Gág's Jorinda and Joringel, illustrations by Margot Tomes, Putnam, 1978
- Wanda Gag's the Sorcerer's Apprentice illustrations by Margot Tomes, Putnam, 1979
- Wanda Gag's The Earth Gnome, illustrations by Margot Tomes, Putnam, 1985

## 主な版画
| - Airtight Stove, 1933 - Backyard Corner, 1930 - Barnes At Glen Gardner, 1941–43 - Behind the House, 1929 - Evening, 1928 - Fairy Story, 1937 - Fireplace, 1930 - The Forge, 1932. | - Gourds at Tumble Timbers, c. 1928 - Interior, 1935 - Kitchen Corner, c. 1929 - Lamplight, 1929 - Lantern and Fireplace, 1931–32 - Macy’s Stairway, 1940–41 - Pie and Flowers, c. 1928 - Spring in the Garden, 1927 | - Snowy Fields, 1932 - Spinning Wheel, 1927 - Pipe and Flowers, 1926 - Ploughed Fields, 1936 - Whodunit, 1944 - Winter Garden, 1936 - Winter Twilight, 1927 |